# 阿拉伯裔西班牙人
阿拉伯人，最早是在8世纪早期后倭马亚王朝征服时来到西班牙，称安达卢斯，在西班牙生活了七个世纪，后被驱逐。
現代的阿拉伯裔西班牙人多數來摩洛哥、黎巴嫩、叙利亞、巴勒斯坦和伊拉克、少數來自埃及、阿爾及利亞、突尼西亞、利比亞、約旦、蘇丹，一些人是阿拉伯之春的逃亡者（如利比亞内戰和叙利亞内戰），也有一些偷渡客，目標是移民法國、德國、瑞典。